# Santa Cecília d'Esparreguera
Santa Cecília d'Esparreguera és un edifici del municipi d'Esparreguera (Baix Llobregat) inclòs en l'Inventari del Patrimoni Arquitectònic de Catalunya.

## Descripció
És un edifici entre mitgeres fent xamfrà. Consta de planta baixa, un pis i golfes. Presenta poques obertures i totes elles allindanades; al primer pis s'han obert balcons. La façana està arrebossada però s'han deixat a la vista les pedres cantoneres i la llinda de les finestres del primer pis i les golfes. Una filera de pedra separa els diferents pisos i l'edifici es remata amb una cornisa sustentada per mènsules.